# Synegia obrimaria
Synegia obrimaria là một loài bướm đêm trong họ Geometridae.